# Реметалк I (цар Боспору)
Реметалк I, Ройметалк, або Тиберій Юлій Реметалк Філоцезар Філоромеос Евсеб (*Τιβέριος Ἰούλιος Ροιμητάλκης Φιλόκαισαρ Φιλορώμαίος Eυσεbής, д/н —154) — цар Боспору у 131–154 роках.

## Життєпис
Походив з династії Аспургів. Син царя Котіса II. Про дату народження не відомо. У 131 році стає співволодарем батька. У 132 році після смерті Котіса II, Реметалк став новим володарем Боспорського царства.
У 136 році Реметалк I допоміг римлянам у війні з аланами, що напали на провінції Каппадокію та Азію. Завдяки цьому в часи володарювання римського імператора Адріана, Боспор користувався підтримкою римлян та зберіг внутрішню незалежність.
У 147–149 роках римський імператор Антонін Пій викликав Реметалка I до Риму для розгляду його суперечок з адміністрацією провінції Понт. На час його відсутності в Пантікапей були спрямовані фракійська та кілікійська когорти, щоб правлячий замість батька старший син Євпатор не забажав підняти повстання проти Риму. По поверненню до Пантикапею Реметалк призначив Євпатора спадкоємцем трону, який той успадкував після смерті Реметалка I у 154 році.